# Zijkanaal D
Het Zijkanaal D (met de letter "D") is een waterweg in de Noord-Hollandse gemeente Zaanstad. Het vormt de verbinding tussen de Nauernasche Vaart in Nauerna en het Noordzeekanaal.
Aan de westzijde van het kanaal ligt de Nauernaschepolder en aan de oostzijde de Westzanerpolder.
Het wordt gerekend tot de zijkanalen van het Noordzeekanaal. Aan Zijkanaal D ligt de Jachthaven Nauerna.
Zijkanaal A · Zijkanaal B · Zijkanaal C · Zijkanaal D · Zijkanaal E · Zijkanaal F · Zijkanaal G · Zijkanaal H · Zijkanaal I · Zijkanaal J · Zijkanaal K